# پاتروسینیوم در روم باستان

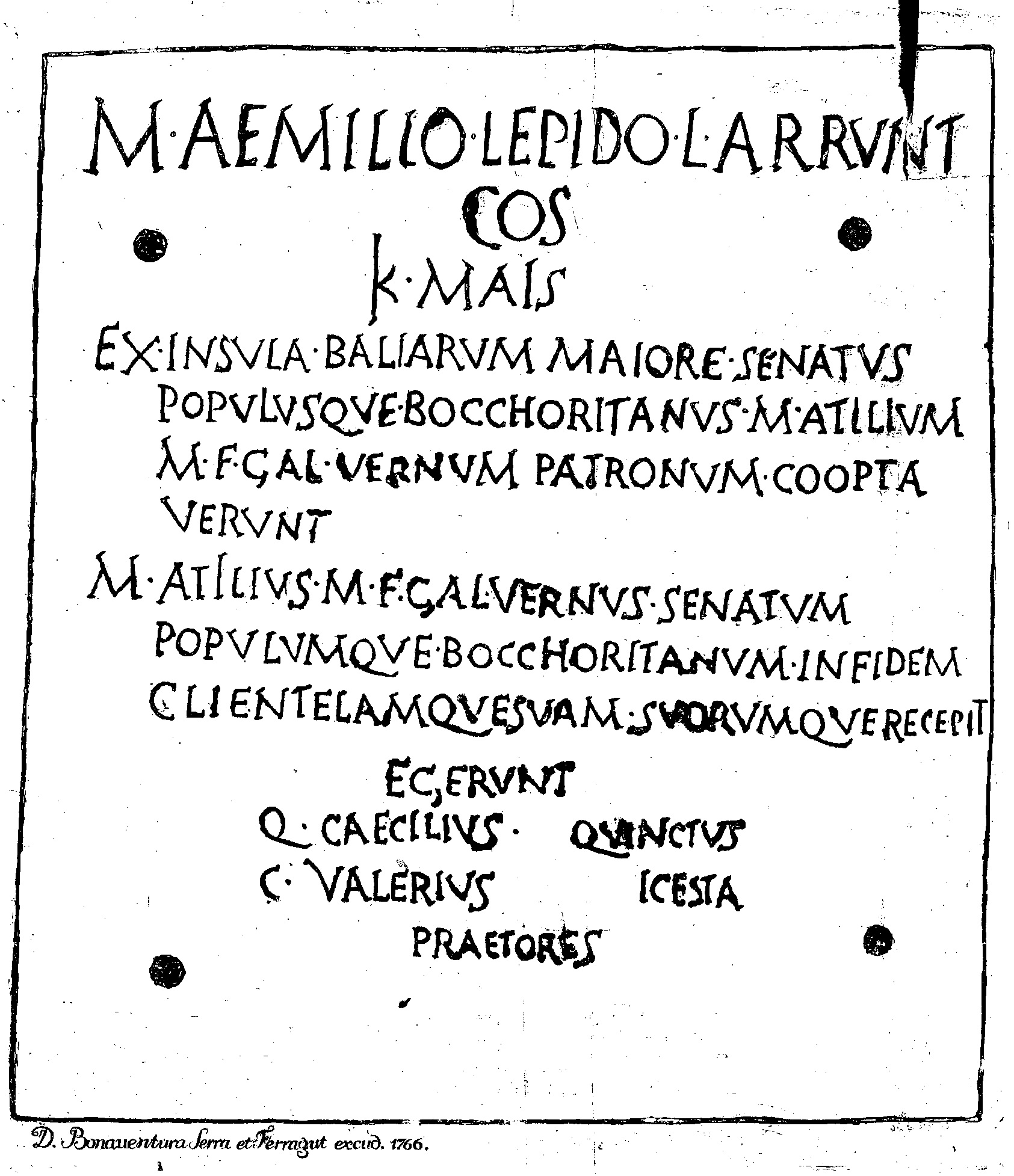
سند (چاپ امروزی) مکشوف که حاوی نوشته و اعلان شرایط یک زمین تحت سیستم پاتروسینیوم در شهر باچوری است

پاتروسینیوم در رم باستان (انگلیسی: Patronage in ancient Rome) عنوان یک رابطه مبتنی بر سازوکار سلسله مراتبی (فئودالیسم اولیه) و ملزم به رعایت تعهدات متقابل بود. پاتروسینیوم شکل اولیه فئودالیسم در سیستم حکومتی رم باستان بود که طبق آن، خرده‌دهقان‌پیشه در زمین‌های متعلق به دیگران کار می‌کردند.